# Emilie zur Lippe

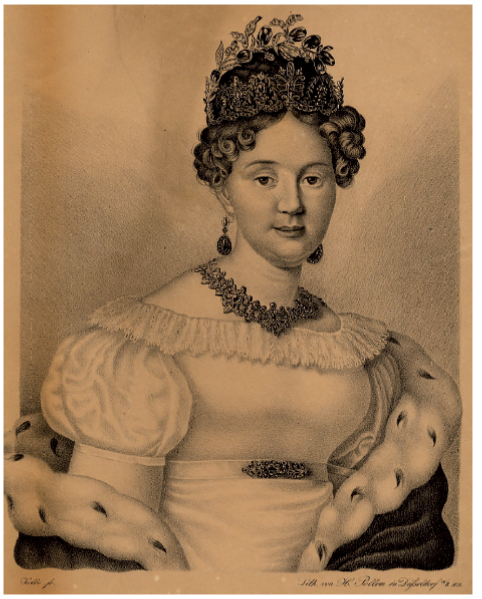
Emilie um 1830

Emilie zur Lippe (* 23. April 1800 als Prinzessin Emilie Friederike Caroline von Schwarzburg-Sondershausen; † 2. April 1867 in Detmold) war die Frau des regierenden Fürsten Leopold II. sowie Mutter der späteren Fürsten Leopold III., Woldemar und Alexander.

## Herkunft
Sie war das älteste Kind des Fürsten Günther Friedrich Carl I. (1760–1830) und dessen Frau Caroline von Schwarzburg-Rudolstadt (1774–1854). Ihr Bruder war der spätere Fürst Günther Friedrich Carl II. von Schwarzburg-Sondershausen (1801–1889).

## Musik
Im ehemaligen fürstlichen Musik-Repertoire von Schloss Rudolstadt sind vier Musikstücke für Blasinstrumente unter ihrem Namen erhalten. Dies weist auf eine musikalische Begabung hin, die sich auch kompositorisch ausdrückte.

## Ehe und Nachkommen

Emilie mit ihrem Mann und zwei Kindern

Am 23. April 1820, ihrem 20. Geburtstag, heiratete Emilie den lippischen Fürsten Leopold II. Im Mai zog das Paar in den Ostflügel des Fürstlichen Residenzschlosses in Detmold. Das Ehepaar hatte neun Kinder:
- Paul Friedrich Emil Leopold (* 1. September 1821 in Detmold; † 8. Dezember 1875 ebenda)
- Louise (* 9. November 1822 in Detmold; † 26. März 1887 ebenda)
- Günther Friedrich Woldemar (* 18. April 1824 in Detmold; † 20. März 1895 ebenda)
- Friederike (* 1. Februar 1825 in Detmold; † 12. April 1897 in Lemgo)
- Friedrich (* 18. Oktober 1827 in Detmold; † 21. August 1854 in Schieder)
- Hermann (* 4. Juli 1829 in Detmold; † 20. Juni 1884 ebenda)
- Karl Alexander  (* 16. Januar 1831 in Detmold; † 13. Januar 1905 in St. Gilgenberg bei Donndorf)
- Karl (* 11. Oktober 1832 in Detmold; † 1. Mai 1834 ebenda)
- Pauline (* 2. Oktober 1834 in Detmold; † 24. August 1906 in Cappel)

Das Paar führte ein ruhiges, musterhaftes Familienleben. Emilie unterwarf sich der strengen Lebensweise ihres Gatten. Sie las gerne, hörte Musik, besuchte mit ihrem Mann das Theater und begleitete ihn zu Jagdausflügen. Die Sommer verbrachte das Paar mit den Kindern häufig im Schloss Schieder.

## Tod und Ehrung
Emilie starb am 2. April 1867 und wurde eine Woche später im Mausoleum am Büchenberg an der Seite ihres Mannes beigesetzt. In seiner Trauerpredigt beschrieb Pastor Koppen die „theure Fürstin Mutter als keinen scharf markierten Charakter, der sein eigen selbst mit Energie seiner Zeit und seiner Umgebung aufzuprägen sich bestrebt. Große Weichheit, ein sanftes, mildes, den Menschen, den Verhältnissen, Lagen und Zuständen des Lebens sich anpassendes (…) Wesen war vielmehr der hervorragende Zug ihres Charakters. Sie schickte sich lieber in andere, statt von ihnen zu fordern, daß sie sich ihr fügen sollten. Dazu kam große Rücksichtsnahme, herzgewinnende Freundlichkeit, Milde und Wohlwollen gegen Jedermann (…)  Unsere Fürstin Mutter hat während ihres Lebens viele Tränen getrocknet, (…) ihr Gedächtnis wird, dessen bin ich sicher, dem lippischen Volk, sonderlich unter den Bewohnern der Stadt Detmold im Segen bleiben.“
Emilie zu Ehren wurden in Detmold die Emilienstraße sowie der auf dem Gelände der ehemaligen Emilien-Kaserne liegende Campus Emilie benannt.